# Anne Barrett
Anne Barrett (* 1911 in der Nähe von Portsmouth; † 1986) war eine britische Schriftstellerin.
Bekannt wurde sie als Kinder- und Jugendbuchautorin durch den erstmals 1967 veröffentlichten Roman Midway, der 1970 in deutscher Übersetzung im Arena Verlag unter dem Titel Mein Tiger Mitty erstmals veröffentlicht wurde. Seitdem erschien das Buch in mehreren Auflagen und Verlagen. Durch ihren Vater, einen hohen Marineoffizier, reiste sie schon früh viel und verbrachte ihre Kindheit und die Jugendjahre in Südafrika und der Republik China.

## Werke
- Mein Tiger Mitty, Arena Verlag, Würzburg 1970, zuletzt: Zeitverlag, Hamburg 2008, ISBN 978-3-938899-47-2